# Resistencia (Venezuela)

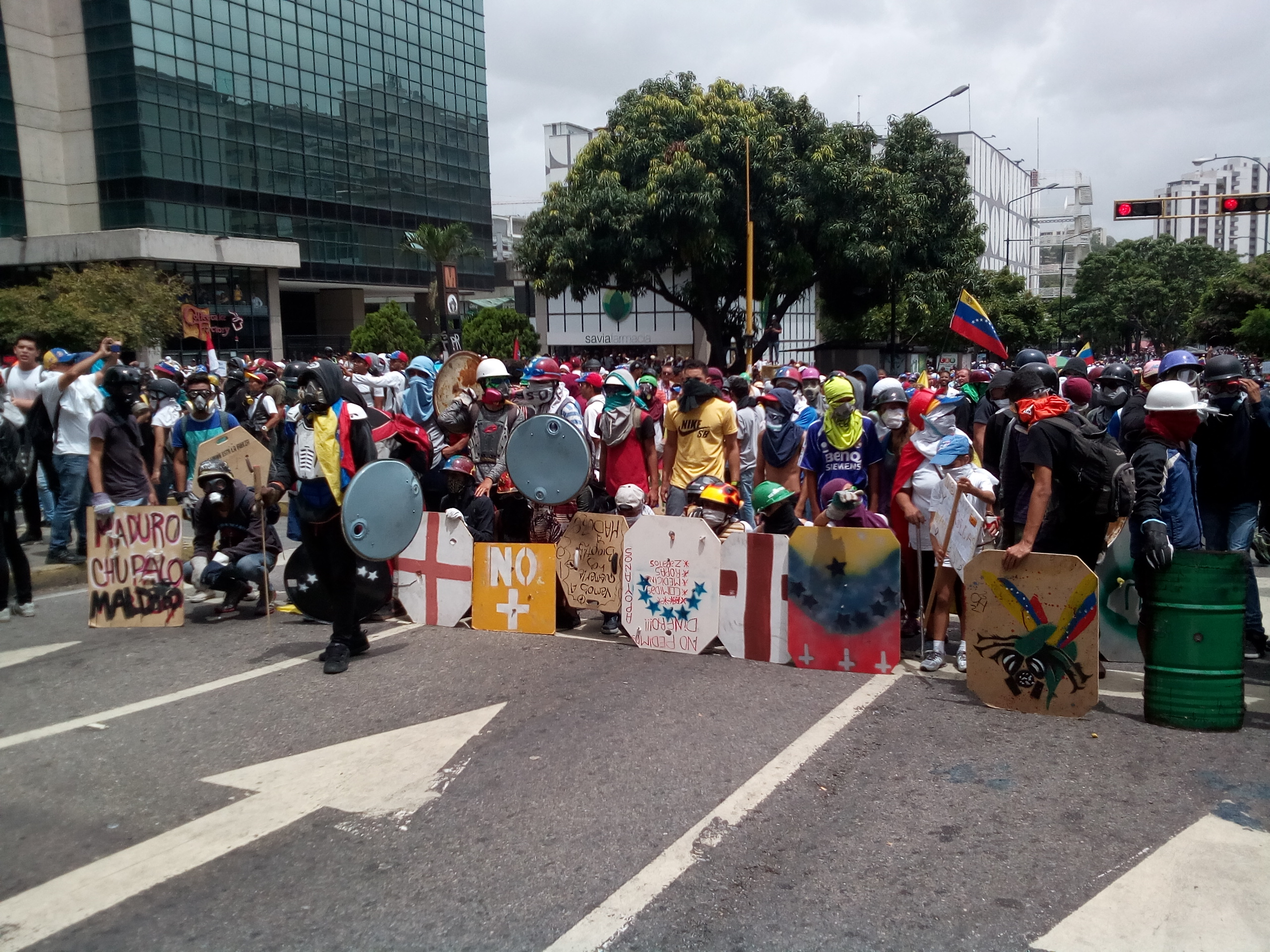
Escuderos de la Resistencia se preparan durante la marcha de los médicos el 22 de mayo de 2017 en Caracas, Venezuela.

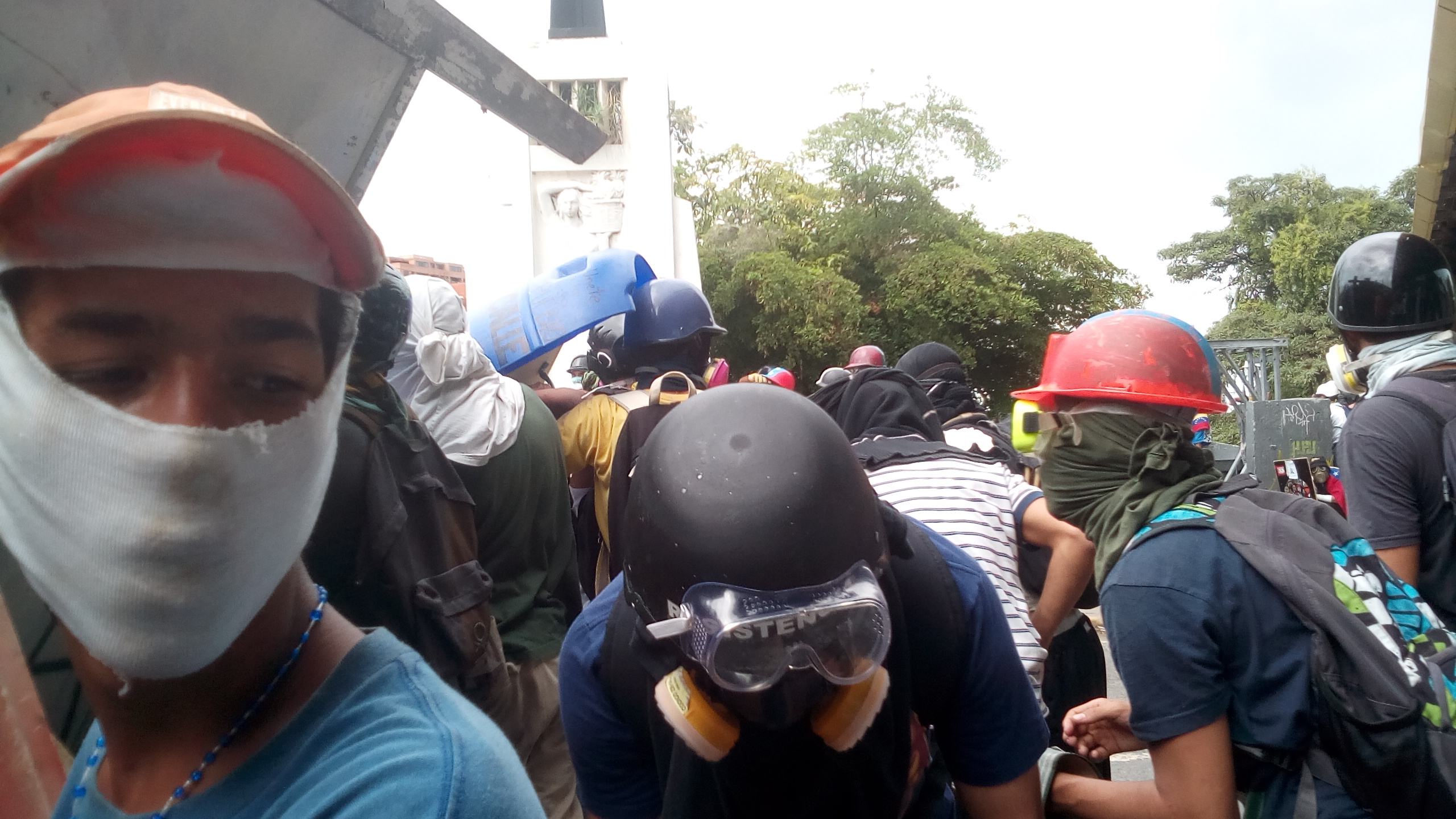
Manifestantes protegiéndose de balas de goma.

La Resistencia es el nombre con el que se denomina a un conjunto descentralizado de grupos organizados venezolanos que se enfrentan a las fuerzas de seguridad durante las protestas, su objetivo es defender a otros manifestantes de la respuesta represora de las autoridades. Algunos exmiembros de fuerzas de seguridad venezolanas han enseñado a los miembros de la Resistencia formaciones antidisturbios y otros métodos gubernamentales.
A medida que evolucionaban las protestas, la Resistencia desarrolló un sistema compuesto por tres grupos: escuderos, atacantes y defensores. Los escuderos se encargaban de repeler las bombas lacrimógenas y otros proyectiles, los atacantes devolvían las bombas lacrimógenas y los defensores atendían a los civiles heridos y los alejaban de las zonas de enfrentamiento.La mayoría de ellos suelen estar encapuchados a fin de no ser aprehendidos arbitrariamente, al ser identificados, o que puedan sufrir algún tipo de represalia por su participación en las manifestaciones.

## En la cultura popular
En 2019, la periodista y escritora venezolana Carleth Morales publicó el libro «26 crímenes y una crónica. Quién mató a la resistencia en Venezuela». El libro recoge los testimonios de los familiares de 26 jóvenes venezolanos asesinados durante las protestas de 2017.